# Cristina Galbó Sánchez
Cristina Galbó Sánchez (Madrid, 17 de gener de 1950) és una actriu espanyola.

## Biografia
Debuta al cinema, sent una nena, amb la pel·lícula El hincha (1958). Després, amb tan sols tretze anys, la pel·lícula Del rosa al amarillo (1963), de Manuel Summers li proporciona una enorme popularitat. En els següents anys realitza una sèrie de pel·lícules en les quals reitera un arquetip de personatge adolescent, passional però ingènua.
En 1967 va participar en el rodatge del spaghetti western La furia de Johnny Kidd juntament amb l'actor alemany Peter Lee Lawrence, amb qui s'acabaria casant dos anys després. D'aquesta unió naixeria un fill.
Posteriorment intervindria en algunes pel·lícules del gènere de terror, tant a Espanya com a Itàlia, com La residencia (1969), de Narciso Ibáñez Serrador, Cosa avete fatto a Solange? (1972), de Massimo Dallamano o No profanar el sueño de los muertos (1974), de Jordi Grau i Solà.
Des de finals dels anys setanta va reduir la seva presència en l'escena, fins al seu retir definitiu a la fi de la dècada dels vuitanta. Realitza alguna incursió en el teatre, com Drácula (1978) o com l'obra Salvad a los delfines (1979), de Santiago Moncada, amb Amparo Rivelles i roda la seva última pel·lícula Suéltate el pelo el 1988, de nou amb Manuel Summers, i al costat dels Hombres G.
Des de la seva retirada del cinema s'ha dedicat al ball flamenc a Califòrnia, tant com intèrpret com a professora.

## Filmografia
- Suéltate el pelo (1988)
- El último guateque II (1988)
- Sufre mamón (1987)
- Sobrenatural (1981)
- La amante ingenua (1980)
- Las siete magníficas y audaces mujeres (1979)
- Yo... con mi experiencia (curtmetratge) (1979)
- El último guateque (1978)
- Hasta que el matrimonio nos separe (1977)
- La Corea (1976)
- Las adolescentes (1975)
- Olvida los tambores (1975)
- L'Assassino è costretto ad uccidere ancora (1975)
- No profanar el sueño de los muertos (1974)
- Cárcel de mujeres (1974)
- ¿Qué habéis hecho con Solange? (1972)
- Las cinco advertencias de Satanás (1970)
- Sangre en el ruedo (1969)
- Dos veces Judas (1969)
- La residencia (1969)
- Long-Play (1968)
- Días de viejo color (1968)
- Un día después de agosto (1968)
- Palabras de amor (1968)
- Los chicos del Preu (1967)
- La furia de Johnny Kidd (1967)
- Nuevo en esta plaza (1966)
- La ciudad no es para mí (1966)
- Aquella joven de blanco (1965)
- Del rosa al amarillo (1963)
- El hincha (1958)